# Wesley Ruggles
Wesley Ruggles (Los Angeles, 1889. június 11. – Santa Monica, 1972. január 8.) amerikai rendező és producer.
Los Angelesben született a színész Charles Ruggles öccseként. 1915-ben kezdte meg pályafutását színészként, egy tucat némafilmben játszott, többek között Charlie Chaplinnel is.
1917-ben ült át a rendezői székbe, és csinált több mint ötven felejthető filmet. 1931. hozta meg számára a fordulópontot, amikor a Cimarronért Oscar-díjra jelölték legjobb rendezői kategóriában. Igaz az Akadémia abban az évben Norman Taurogot tüntette ki a Skippyért, de a Cimarron első westernként nyerni tudott legjobb film kategóriában.
Pályafutása 1946-ban leszálló ágba került, amikor megrendezte a London Townt, melynek producere is volt. A produkció a brit filmtörténelem első technicolor eljárással készült musical vígjátéka volt, és egyben minden idők egyik legnagyobb bukása. Ráadásul Ruggles kimondottan azért került a filmbe, mert amerikai, és így azt gondolták, hogy jobban ért egy musical rendezéséhez. Annak ellenére, hogy előtte soha nem dolgozott abban a műfajban. A London Town volt az utolsó filmje rendezőként. 1953-ban az Egyesült Államokban is bemutatták egy rövidített verzióban My Heart Goes Crazy címmel a United Artists forgalmazásában.
Ruggles 1972-ben halt meg Santa Monicában 82 éves korában. A glendale-i Forest Lawn Memorial Parkban helyezték örök nyugalomra.

## Jelentősebb filmjei
- 1942 - Valahol megtalállak (Somewhere I'll Find You) rendező
- 1940 - Arizona rendező, producer
- 1934 - Bolero rendező
- 1933 - Nem vagyok angyal (I'm No Angel) rendező
- 1931 - Cimarron rendező, producer

## További információ
- Wesley Ruggles a PORT.hu-n (magyarul)
- Wesley Ruggles az Internet Movie Database-ben (angolul)
- Wesley Ruggles a Rotten Tomatoeson (angolul)

## Fordítás
- Ez a szócikk részben vagy egészben  a   Wesley_Ruggles című angol Wikipédia-szócikk fordításán alapul.  Az eredeti cikk szerkesztőit annak laptörténete sorolja fel. Ez a jelzés csupán a megfogalmazás eredetét és a szerzői jogokat jelzi, nem szolgál a cikkben szereplő információk forrásmegjelöléseként.